# Madachauliodes ranomafana
Madachauliodes ranomafana là một loài côn trùng trong họ Corydalidae thuộc bộ Megaloptera. Loài này được Penny miêu tả năm 1999.